# Marfil

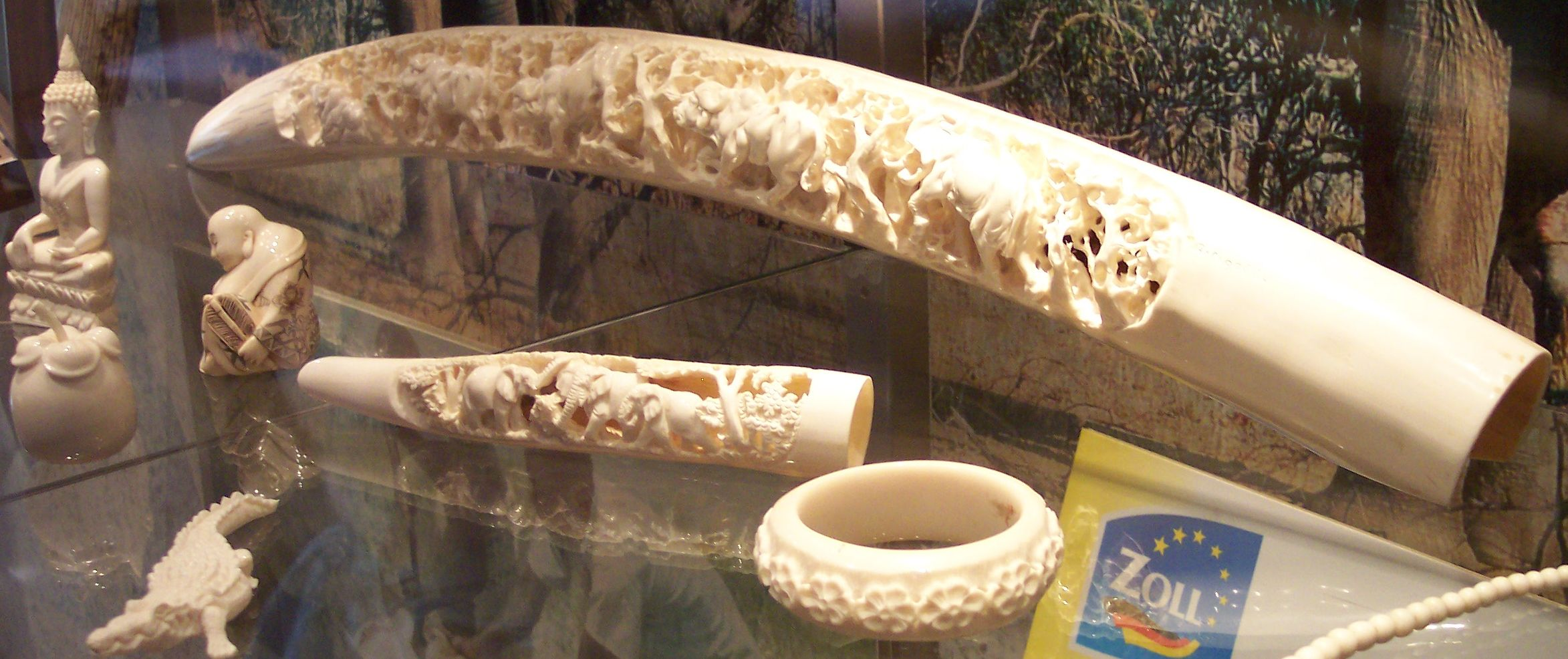
Marfil tallado junto a estatuillas del mismo material.

El marfil o eburno, en anatomía denominado dentina, es un material duro, compacto y blanco que forma parte de los dientes de los vertebrados, que puede ser usado para tallas artísticas u otros objetos, siendo el más conocido el procedente de los colmillos de los elefantes. En la corona de los dientes el marfil está cubierto por el esmalte y en las raíces por cemento.
Presenta un aspecto bandeado, con finas bandas de diferentes tonos de blanco alternantes, correspondientes a líneas de crecimiento.

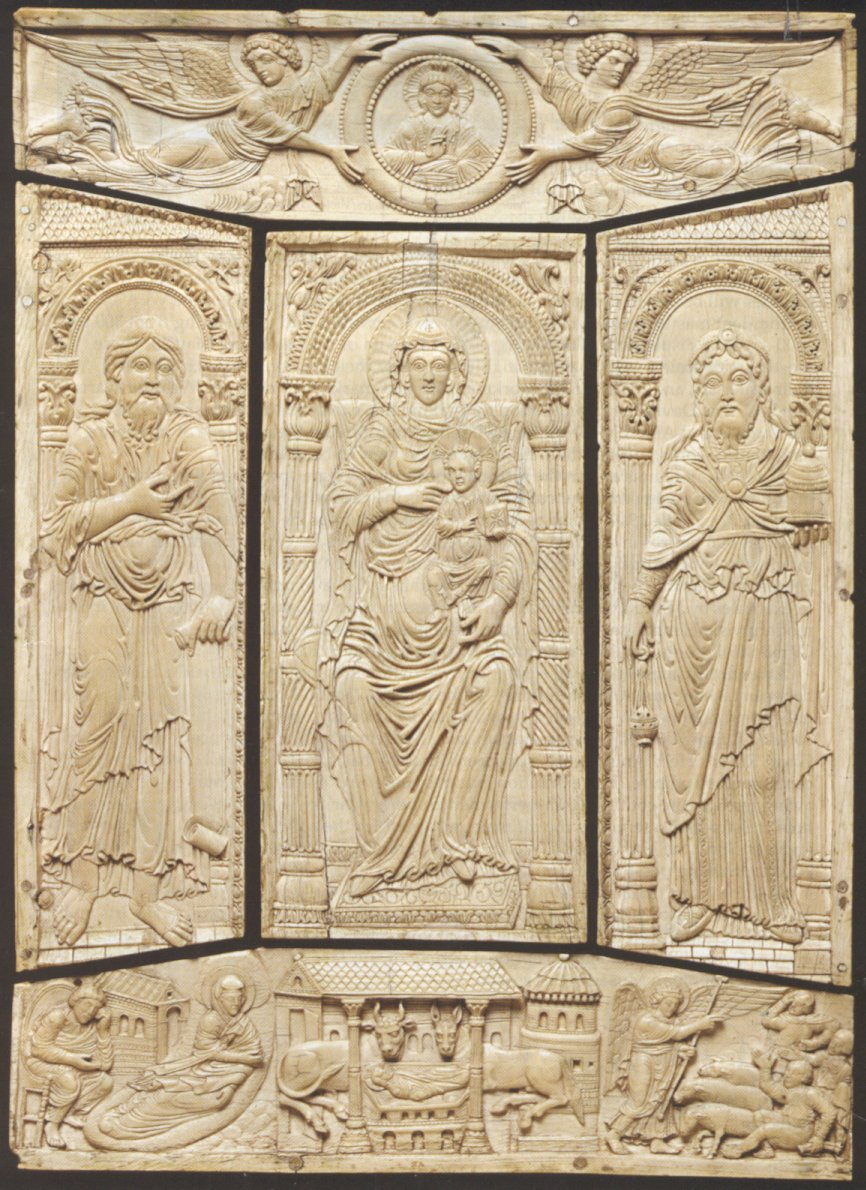
Cubierta de marfil del Códice Áureo de Lorsch.

Para la producción de objetos tallados se ha usado marfil procedente de muy diversos animales, como mamuts, morsas, hipopótamos, etc.
Antes de la aparición del plástico era muy usado como material de las teclas de los pianos y bolas de billar, botones y artículos ornamentales de joyería.
Su tonalidad llega a tornarse más amarillenta con los años. La densidad del marfil oscila entre 1,75 y 1,90 g/cm³.

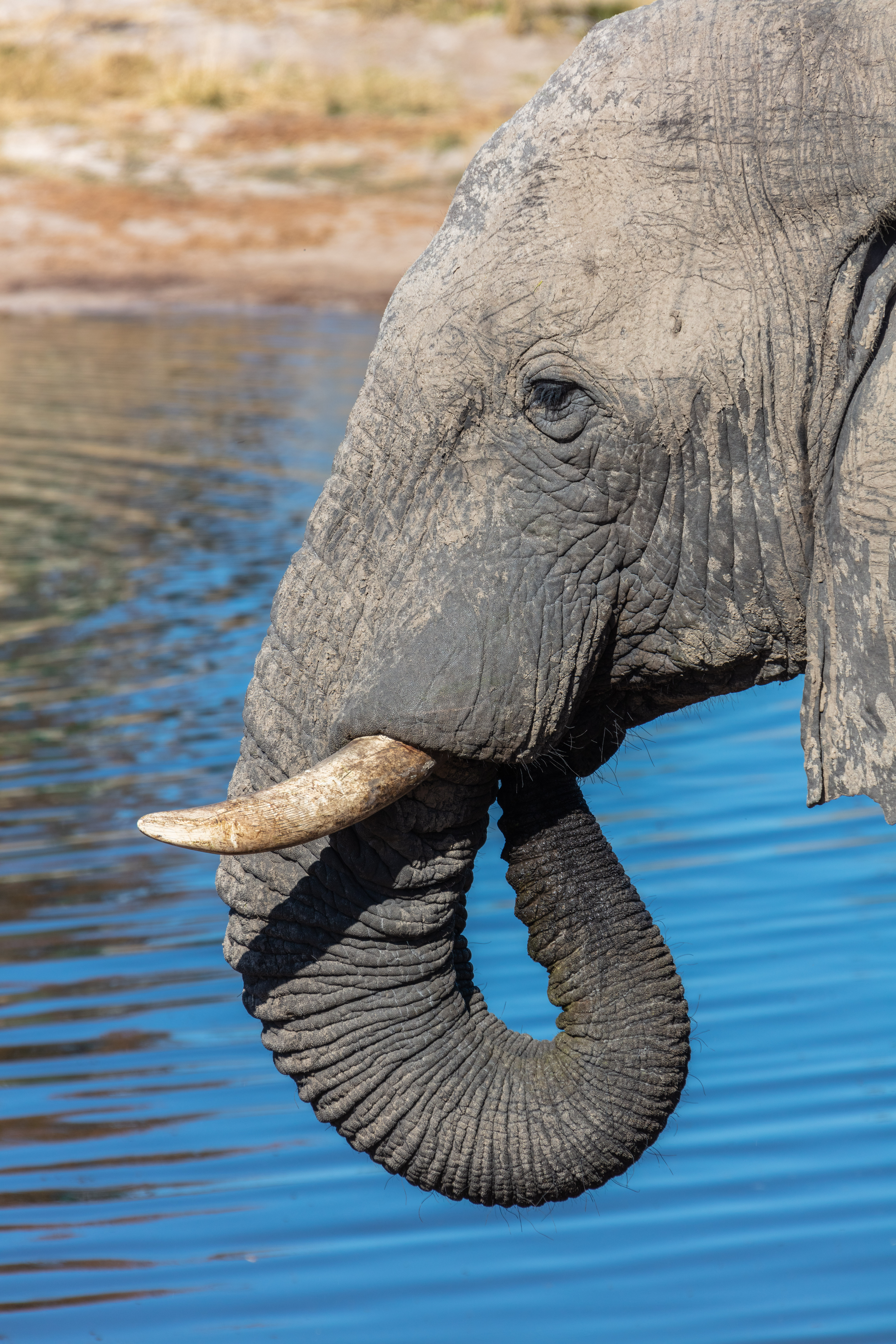
Detalle de un elefante africano de sabana (Loxodonta africana), Elephant Sands, Botsuana.

Se emplea marfil para adorno de muebles y en la construcción de multitud de objetos tales como cepillos, peines, puños de bastón o cajas. Existen restricciones a la exportación e importación de marfil por la matanza de animales que producen este material, pero también existe el comercio ilícito con este material o productos derivados.
Su principal característica es el color amarillo pálido que adquiere con el tiempo, lo cual le ha dado el nombre de color marfil (el cual también es llamado color crema debido a la similitud del mismo con el color de la porción lipídica de la leche de vaca).

## Marfiles comerciales
Comercialmente sólo se consideran marfil los colmillos o dientes provenientes de:
- Elefante asiático o africano (sólo incisivos superiores).
- Mamut (incisivos superiores).
- Colmillo de morsa (caninos superiores).
- Diente de morsa (todos los dientes).
- Cachalote y orca (todos los dientes).
- Narval (incisivos superiores, colmillo hipertrofiado en forma de espiral).
- Hipopótamo (caninos superiores e inferiores, incisivos superiores que se diferencian por TIZ).
- Jabalí verrugoso (caninos superiores e inferiores).

Si bien, los colmillos y dientes están conformados por dos capas principales de dentina y una interior conocida como cemento, no todos se consideran comercialmente marfil, de forma que los colmillos de un cocodrilo por ejemplo no serán considerados como marfil pero los largos colmillos de un elefante sí.

## Etimología
«Marfil» deriva del árabe hispánico ‘aẓm alfíl, 'hueso de elefante'.
«Eburno» es una palabra que deriva del latín eburnus, 'de elefante', derivado de ebur, ebŏris, 'colmillo de elefante o elefantino', del egipcio antiguo âb, âbu ("elefante"). La misma aparece por primera en el diccionario de la lengua española en el año 1791.

## Historia
Tanto los griegos como los hebreos y los egipcios emplearon el marfil como adorno en la decoración de salas, muebles y  templos. La Biblia afirma que Salomón tenía un trono de marfil incrustado de oro,además menciona que el rey Acab construyó una «casa de marfil» y en los museos arqueológicos se admiran gran número de objetos hechos con este material pertenecientes a las más remotas civilizaciones. Fidias hizo las famosas estatuas criselefantinas (de marfil y oro) de Atenea en el Partenón y de Zeus en Olimpia, las cuales medían 12 y 19 metros de altura respectivamente. En estas esculturas se empleaba el marfil para representar aquellas partes del cuerpo que no cubrían los vestidos. Los romanos emplearon también este material para la escultura y la decoración. Asimismo, el arte bizantino hizo mucho uso del marfil. Por ejemplo, las puertas del templo de Santa Sofía en Constantinopla estaban adornadas con bajorrelieves de este material. Los antiguos utilizaron el marfil para sus escritos.

## Talla en marfil
Para la escultura en marfil y oro véase criselefantino
La eboraria es el arte específico de tallar el marfil.
Desde su origen los humanos han utilizado el marfil (así como dientes y otros huesos de otros animales, y partes duras como los cuernos) para la producción del arte prehistórico. Desde el Holoceno, la no presencia de elefantes fuera de África y el sur de Asia convirtió el marfil en un producto de lujo objeto de comercio a larga distancia. Al contrario que los metales preciosos o las piedras preciosas tiene difícil reciclado o uso monetario, lo que facilita su conservación como pieza original. También ha ayudado su naturaleza más robusta que la de las pinturas. Las obras sobre marfil siempre se han valorado, y su tasa de supervivencia y portabilidad ha sido muy importante en la transmisión del estilo artístico.

## Disponibilidad

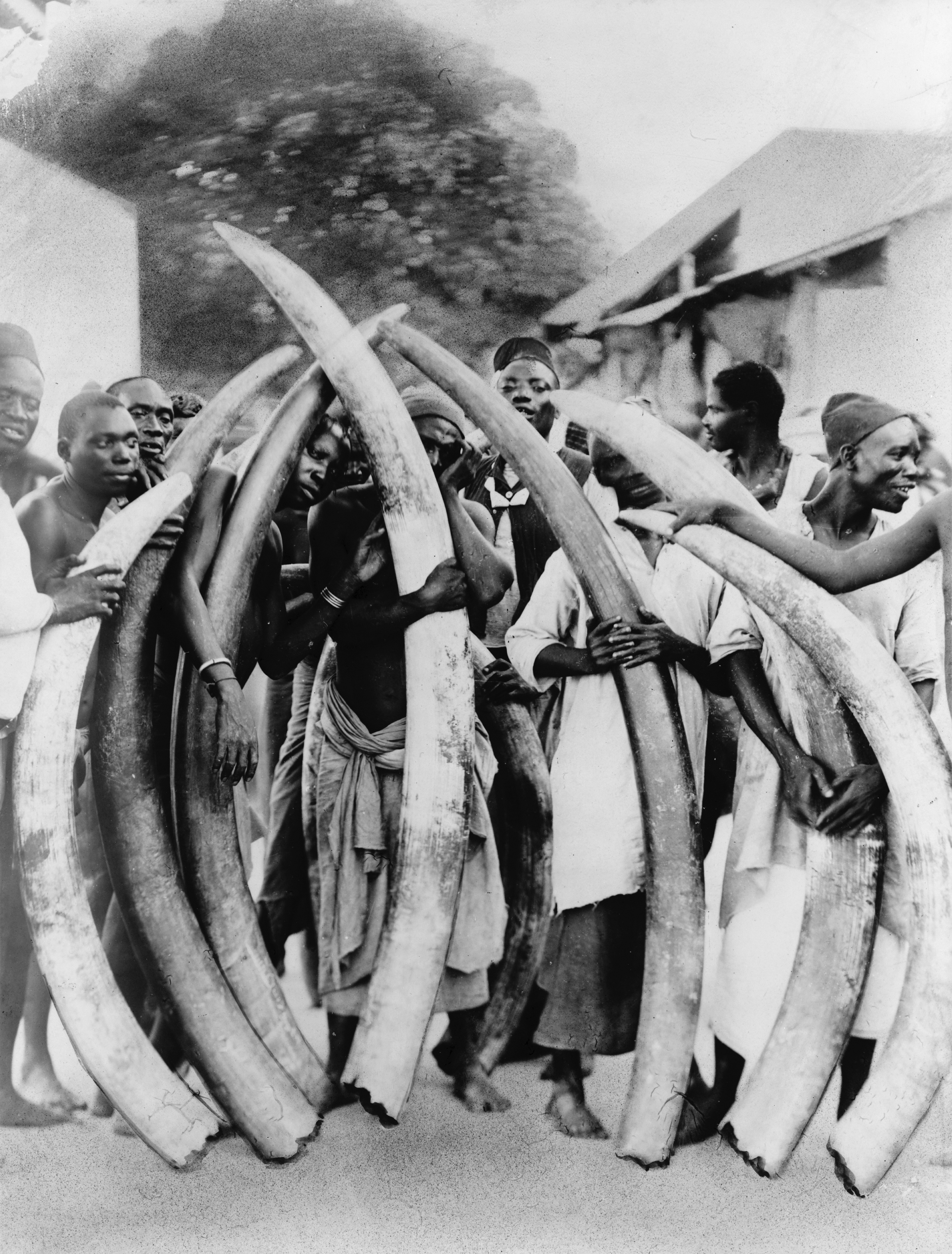
Hombres con colmillos de elefante, Dar es Salaam, c. 1900

Debido a la rápida disminución de las poblaciones de los animales que lo producen, la importación y venta de marfil en muchos países está prohibida o severamente restringida. En los diez años que precedieron a la decisión de CITES de prohibir el comercio internacional de marfil de elefante africano, la población de elefantes africanos disminuyó de 1,3 millones a unos 600.000 ejemplares. Los investigadores de la Agencia de Investigación Medioambiental (EIA) descubrieron que las ventas de CITES de las reservas de Singapur y Burundi (270 toneladas y 89,5 toneladas respectivamente) habían creado un sistema que aumentaba el valor del marfil en el mercado internacional, recompensando así a los contrabandistas internacionales y dándoles la posibilidad de controlar el comercio y continuar con el contrabando de nuevo marfil.
Desde la prohibición del marfil, algunos países de África meridional han afirmado que sus poblaciones de elefantes son estables o están en aumento, y han argumentado que la venta de marfil apoyaría sus esfuerzos de conservación. Otros países africanos se oponen a esta postura, afirmando que la reanudación del comercio de marfil pone a sus propias poblaciones de elefantes bajo una mayor amenaza por parte de los cazadores furtivos que reaccionan ante la demanda. CITES permitió la venta de 49 toneladas de marfil de Zimbabue, Namibia y Botsuana en 1997 a Japón.
En 2007, bajo la presión del Fondo Internacional para el Bienestar de los Animales, eBay prohibió todas las ventas internacionales de productos de marfil de elefante. La decisión se tomó después de varias matanzas masivas de elefantes africanos, sobre todo la matanza de elefantes de Zakouma en 2006 en Chad. El IFAW descubrió que hasta el 90% de las transacciones de marfil de elefante en eBay infringían sus propias políticas sobre fauna y flora silvestres y podían ser ilegales. En octubre de 2008, eBay amplió la prohibición, prohibiendo cualquier venta de marfil en eBay.
Una venta más reciente, en 2008, de 108 toneladas procedentes de los tres países y de Sudáfrica tuvo lugar a Japón y China. Argumentaron que China tenía controles y que la venta podría hacer bajar los precios. Sin embargo, el precio del marfil en China se ha disparado. Algunos creen que esto puede deberse a la fijación deliberada de precios por parte de quienes compraron las reservas, haciéndose eco de las advertencias de la Sociedad de Conservación de la Vida Silvestre de Japón sobre la fijación de precios tras las ventas a Japón en 1997, y el monopolio otorgado a los comerciantes que compraron reservas a Burundi y Singapur en la década de 1980.
Un estudio revisado por pares de 2019 informó que la tasa de caza furtiva de elefantes africanos estaba en declive, con la tasa anual de mortalidad por caza furtiva alcanzando un máximo de más del 10 % en 2011 y cayendo por debajo del 4 % en 2017. El estudio encontró que las "tasas anuales de caza furtiva en 53 sitios se correlacionan fuertemente con los representantes de la demanda de marfil en los principales mercados chinos, mientras que la variación entre países y entre sitios está fuertemente asociada con los indicadores de corrupción y pobreza". Sobre la base de estos resultados, los autores del estudio recomendaron acciones tanto para reducir la demanda de marfil en China y otros mercados principales como para disminuir la corrupción y la pobreza en África.
En 2006, diecinueve países africanos firmaron la Declaración de Acra, en la que se pedía la prohibición total del comercio de marfil, y veinte Estados del área de distribución asistieron a una reunión en Kenia en la que se pedía una moratoria de 20 años en 2007.
Los métodos de obtención de marfil pueden dividirse en:
- Disparar al elefante para tomar sus colmillos: este método es el que nos ocupa.
- Tomar colmillos de un elefante que ha muerto por causas naturales.
- Tomar los colmillos de un elefante que ha tenido que ser sacrificado por otra razón, por ejemplo, artritis severa, o si sus últimos dientes molares están desgastados y ya no puede masticar su comida.
- Encontrar colmillos viejos de elefantes que murieron hace mucho tiempo.
- Entre los elefantes de trabajo que utilizan sus colmillos para transportar troncos, existe una longitud óptima para sus colmillos. Antiguamente, en la India, los colmillos se cortaban a esta longitud (y a menudo el extremo del colmillo acortado se ataba con cobre). Esto liberaba periódicamente piezas de marfil para el comercio de tallas.

### Controversia y problemas de conservación
El uso y comercio de marfil de elefante se ha convertido en algo controvertido porque ha contribuido a la grave disminución de las poblaciones de elefantes en muchos países. Se calcula que sólo el consumo en Gran Bretaña en 1831 supuso la muerte de casi 4.000 elefantes.  En 1975, el elefante asiático fue incluido en el Apéndice I de la Convención sobre el Comercio Internacional de Especies Amenazadas de Fauna y Flora Silvestres (CITES), que impide el comercio internacional entre los Estados miembros de especies amenazadas por el comercio. El elefante africano fue incluido en el Apéndice I en enero de 1990. Desde entonces, algunos países del sur de África han «bajado» sus poblaciones de elefantes al Apéndice II, permitiendo el comercio nacional de artículos que no sean de marfil; también ha habido dos ventas "únicas" de reservas de marfil.
En junio de 2015, más de una tonelada de marfil confiscado fue triturado en Times Square de la ciudad de Nueva York por la Sociedad de Conservación de la Vida Silvestre para enviar un mensaje de que el comercio ilegal no será tolerado. El marfil, confiscado en Nueva York y Filadelfia, fue enviado por una cinta transportadora a una trituradora de rocas. La Sociedad para la Conservación de la Vida Silvestre ha señalado que el comercio mundial de marfil provoca la matanza de hasta 35.000 elefantes al año en África. En junio de 2018, la vicepresidenta de los diputados conservadores, Jacqueline Foster, instó a la UE a seguir el ejemplo del Reino Unido e introducir una prohibición más estricta del marfil en toda Europa.
China era el mayor mercado de marfil furtivo, pero anunció que eliminaría gradualmente la fabricación y venta nacional legal de productos de marfil en mayo de 2015. En septiembre de ese mismo año, China y Estados Unidos anunciaron que «promulgarían una prohibición casi total de la importación y exportación de marfil» El mercado chino tiene un alto grado de influencia en la población de elefantes.

### Alternativas

#### Colmillos de mamut fósiles
El comercio del marfil de los colmillos de los mamuts lanudos muertos congelados en la tundra ha ocurrido durante 300 años y sigue siendo legal. El marfil de mamut se utiliza hoy en día para fabricar cuchillos artesanales y utensilios similares. El marfil de mamut es raro y costoso porque los mamuts se han extinguido desde hace milenios, y los científicos dudan en vender ejemplares dignos de museo en piezas. Algunas estimaciones sugieren que 10 millones de mamuts siguen enterrados en Siberia.

#### Marfil fósil de morsa
El marfil de morsa fósil de animales que murieron antes de 1972 es legal para comprar y vender o poseer en los Estados Unidos, a diferencia de muchos otros tipos de marfil.

#### Marfil sintético
El marfil también se puede producir sintéticamente.

#### Nueces
Una especie de nuez dura está ganando popularidad como sustituto del marfil, aunque su tamaño limita su utilización. A veces se llama marfil vegetal, o tagua, y es la semilla endospermo de la palma de nuez de marfil que se encuentra comúnmente en las selvas tropicales de Panamá, Ecuador, Perú y Colombia.